# Anoplophora chiangi
Anoplophora chiangi är en skalbaggsart som beskrevs av Hua och Zhang 1991. Anoplophora chiangi ingår i släktet Anoplophora och familjen långhorningar. Inga underarter finns listade i Catalogue of Life.